# مفيد المستفيد في كفر تارك التوحيد (كتاب)
مفيد المستفيد في كفر تارك التوحيد هو كتاب من تأليف الشيخ  المجدد محمد بن عبد الوهاب. وهو كتاب كتبه لما ارتد أهل حريملاء عن الإسلام.